# Феліціян Славой Складковський
Феліціян Славой Складковський (пол. Felicjan Sławoj Składkowski, 1885, Гомбін, Російська імперія — 1962, Лондон, Сполучене Королівство) — польський політичний та державний діяч, генерал дивізії, за освітою лікар, близький співробітник Юзефа Пілсудського.

## Життєпис
З 1905 — учасник соціалістичного руху, член ППС та ППС — Фракція революційна.
Під час Першої світової війни служив у польських легіонах, що воювали на боці Центральних держав.
З осені 1918 — у польському війську, офіцер санітарної служби.
З 1924 — шеф санітарного департаменту Міністерства військових справ.
Після травневого перевороту в 1926 перебував на керівних посадах у державній адміністрації.
1926-1929, 1930-1931 — міністр внутрішніх справ. Був одним із головних організаторів широкомасштабної репресивної акції проти українців Галичини восени 1930 р..
З травня 1936 до вересня 1939 — прем'єр-міністр та міністр внутрішніх справ Польщі.
Один із авторів програми «зміцнення польського характеру краю» (1939), що полягала у полонізації суспільно-економічного і культурного життя на українських землях і посиленні боротьби з українським національним рухом. Рішучий противник політичного врегулювання українського питання в Польщі, зокрема, надання західноукраїнським землям автономного статусу.
Помер на еміграції.